# Jaskyňa pod Kľakom
Jaskyňa pod Kľakom (też: Priepasť pod Kľakom; pol. Jaskinia pod Kľakiem) – jaskinia krasowa w Murańskiej planinie, w Wewnętrznych Karpatach Zachodnich na Słowacji. Ma 134 m długości korytarzy i 42 m głębokości.

## Położenie
Jaskinia leży w zachodniej części płaskowyżu. Wejście do niej znajduje się na wysokości 1280 m n.p.m. u podnóży skalistych ścianek, wieńczących południowo-wschodnie stoki masywu Kľaku, opadające spod wzniesienia zwanego Červená (1288 m n.p.m.) ku górnym piętrom Rdzawej Doliny (słow. Hrdzavá dolina).

## Charakterystyka
Stosunkowo duże (3,5 m x 2,5 m) wejście wiedzie do horyzontalnej części jaskini, charakteryzującej się licznymi przegłębieniami w spągu, która kończy się wielką studnią o dzwonowatym przekroju, głęboką na 23 m. Największą salą jest tzw. Katkin dóm.

## Flora i fauna
W jaskini zostały znalezione liczne kości drobnych ssaków czwartorzędowych, pochodzących z okresu od plejstocenu do czasów obecnych.

## Historia eksploatacji
Ze względu na położenie wejścia w trudno dostępnym, nieodwiedzanym terenie, jaskinia została odkryta dopiero w 1993 r.

## Ochrona jaskini
Jaskinia znajduje się na obszarze Parku Narodowego Muránska planina. Od 1995 r. jest chroniona jako pomnik przyrody (słow. prírodná pamiatka Machnatá). Nie jest dostępna do zwiedzania.